# Lebbra bianca
Lebbra bianca è un film del 1951 diretto da Enzo Trapani.

## Trama
Stefano torna a Roma per cercare Lucia, sorella di cui non ha notizie oramai da mesi. Lucia lavora presso una ricca famiglia, Stefano si reca presso la famiglia e trova nella valigia di Lucia un indirizzo di una pensione, arrivato alla pensione conosce Erika una ragazza straniera amica di Lucia, ma Erika non ha informazioni da dargli. Stefano che si è innamorato di Erika va con lei in un dancing dove lavora, arrivato al locale entra in contatto con una banda di trafficanti di cocaina; scoprendo che Erika è il loro contatto. Stefano a questo punto va in una bisca clandestina e mentre c'è un'irruzione della polizia apprende che Lucia è morta suicida nel Tevere. I trafficanti responsabili della morte di Lucia, avendo paura di ritorsioni da parte di Stefano ordinano ad Erika di ucciderlo, Erika rivela tutto a Stefano ed insieme affronteranno i trafficanti.

## Produzione
Prodotto da Enzo Trapani il film fu girato negli studi S.A.C.I. di via Marruvio a Roma.